# Futbolniy Klub Metalist
O Futbolniy Klub Metalist (em ucraniano: Футбо́льний Клуб «Металіст») ou FC Metalist (em ucraniano: ФК «Металіст») também conhecido pelo seu antigo nome Metalist Kharkiv (em ucraniano: «Металіст» Харків), é uma equipe ucraniana de futebol com sua sede na cidade de Kharkiv na Ucrânia. Fundado em 1925, o auri-cerúleo subiu todos os degraus do sistema do futebol soviético até que fosse promovido ao Campeonato Soviético de Futebol em 1960 e que se firmasse com uma das grandes equipes da antiga República Soviética e agora da Ucrânia.
Após um período difícil que incluiu mudança de nome e rebaixamento, o Metalist foi novamente promovido à liga principal em 1982, na qual permaneceu até a dissolução da competição. Após o fim da URSS, foi um dos protagonistas do recém formado Campeonato Ucraniano.
Extinguiu-se a equipe em 2016 por causa de problemas relacionados ao salário de jogadores, o que levou ao surgimento, na cidade, de 2 novas equipes com nomes similares (FC Metal e Metalist 1925).
Em 2021, após o trabalho conjunto entre a cidade somado ao investimento do antigo dono do Metalist Kharkiv e atual dono do FC Metalist, Oleksandr Yaroslavskyi, a equipe retornou suas atividades, funcionando no lugar da equipe do FC Metal. Atualmente o clube está disputando a Persha-Liha.

## História
O FC Metalist Kharkiv foi inicialmente fundado em 11 de dezembro de 1925 como KhPZ (1925– 1940). Devido sua localização dentro das instalações da fábrica de locomotivas a vapor de Kharkiv (hoje Fábrica Malyshev), era fornecido o financiamento e permitindo o uso de suas terras para iniciar o clube de futebol.
Dez anos depois, o clube conquistou o campeonato da cidade de Kharkiv, o que permitiu que a equipe entrasse na Copa da URSS na época seguinte. Após a Segunda Guerra Mundial, o clube passou a ter o nome de Dzerzhinets (1947–1952), voltando a jogar em competições locais e retornando à Segunda Divisão Soviética apenas em 1947, sendo despromovido três anos depois. Na primeira década do pós-guerra, o clube foi completamente ofuscado pelo rival da cidade, o FC Lokomotyv Kharkiv, que era membro da sociedade esportiva soviética Lokomotiv.
Em 1956, Metalist, à época Avangard/Avanhard (1956-1967), retornou à Segunda Liga B soviética substituindo seu rival da cidade: o Lokomotyv Kharkiv. Logo em seguida foi promovido à Primeira Liga Soviética de 1958, e depois promovido à Super Liga Soviética de 1960, na qual o clube permaneceu por 3 anos, mas foi despromovido em 1963 e logo em seguida voltou a disputar a Liga B.
Nos anos 70 a equipe melhorou o seu desempenho e voltou à elite do futebol soviético como campeã em 1979. O clube permaneceu no Campeonato Soviético por 10 temporadas com várias campanhas de destaque.
Em 1983, o Metalist Kharkiv foi vice-campeão da Copa da União Soviética (perdendo por 1 a 0 para o Shakhtar Donetsk), porém, na temporada 1987-1988, tornou-se campeã ao derrotar o tradicional Torpedo Moscou pelo placar de 2-0 em pleno Estádio Lujnikino, e com o resultado, ganhou uma vaga para a Taça dos Clubes Vencedores de Taças (Cup Winner’s Cup) na temporada 1988-99. A formação da equipe era composta por nomes como: o capitão da equipe - Potochniak, Sivukha, Kosolapov, Kriachko, Degtiariov, Kamarzayev, Ledney, Malko, Tkachenko, Bernikov, Saakov, Gorbik, Sapeshko, Linke, Bachiashvili, Tsymbaliuk, Dovbiy, Shalenko, Zhuravchak, Dvurechenskiy, Tukhovskiy entre outros. Na competição internacional, a equipe avançou até aos oitavos-de-final, eliminando o FK Borac Banja Luka, 0-2 fora e 4-0 na ucrânia, na fase seguinte, eliminado pleo Roda JC, 0-1 fora e 0-0 em casa.
Em 1991 o clube jogou o último Campeonato Soviético de Futebol, onde ficou na 15ª posição. O clube jogou a elite do futebol soviético por 14 temporadas. A maior conquista foi o 6º lugar em 1961. Yuri Tarasov foi o jogador que mais disputou partidas na liga principal pelo Metalist, foram 220 jogos com 61 gols marcados, sendo o melhor marcador da equipa nesse período.

## Futebol na Ucrânia Independente
Após a dissolução da União Soviética e a formação de uma Ucrânia independente, o Metalist Kharkiv jogou a primeira época do Campeonato Ucraniano de Futebol, em 1992. O clube terminou em quinto lugar, uma conquista que nunca superaria até a temporada 2006-07, terminando em quinto lugar mais três vezes desde então, o mais notável vindo durante a temporada 2001-02.

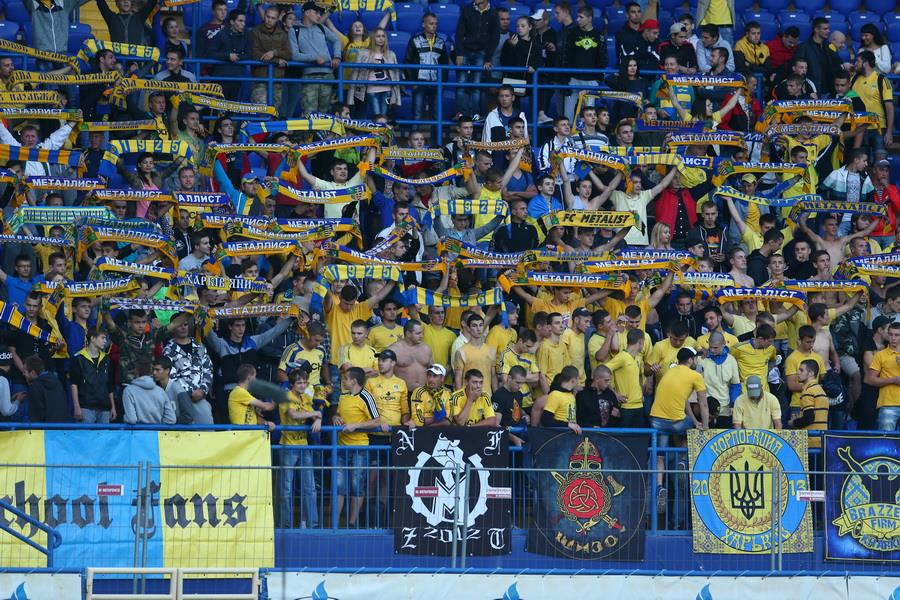
Torcida do Metalist

O clube terminou com 40 pontos, em pé de igualdade com Metalurh Zaporizhzhya e Dnipro Dnipropetrovsk para um empate a três. Esperava-se que o Metalist ficasse em quarto lugar (e posteriormente disputaria a Taça UEFA) em virtude ser melhor no confronto direto entre as três equipas (que é o critério de desempate oficial a utilizar nas competições nacionais), mas na sequência de um protesto do Metalurh Zaporizhzhya e de uma decisão arbitrária da PFL (o órgão administrativo da liga), o Metalurh Zaporizhzhya foi premiado com o quarto lugar.

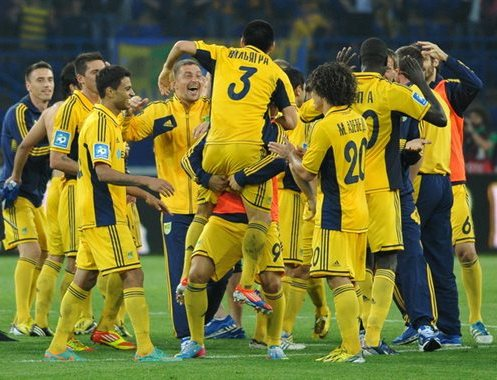
Equipe do Metalist

Após uma temporada ruim em 2002-2003, somado a uma gestão desastrosa, a equipa acabou por ficar no último lugar, sendo despromovida para a segunda divisão ucraniana. Demonstrando a sua força, na época seguinte a equipa retornou a elite do futebol nacional com ótima campanha e na segunda colocação.

### Era Yaroslavsky
Após grave crise financeira, a equipa foi vendida a Oleksandr Yaroslavsky, dono da DCH, empreiteira do ramo da construção civil e um dos homens mais ricos e influentes da Ucrânia.

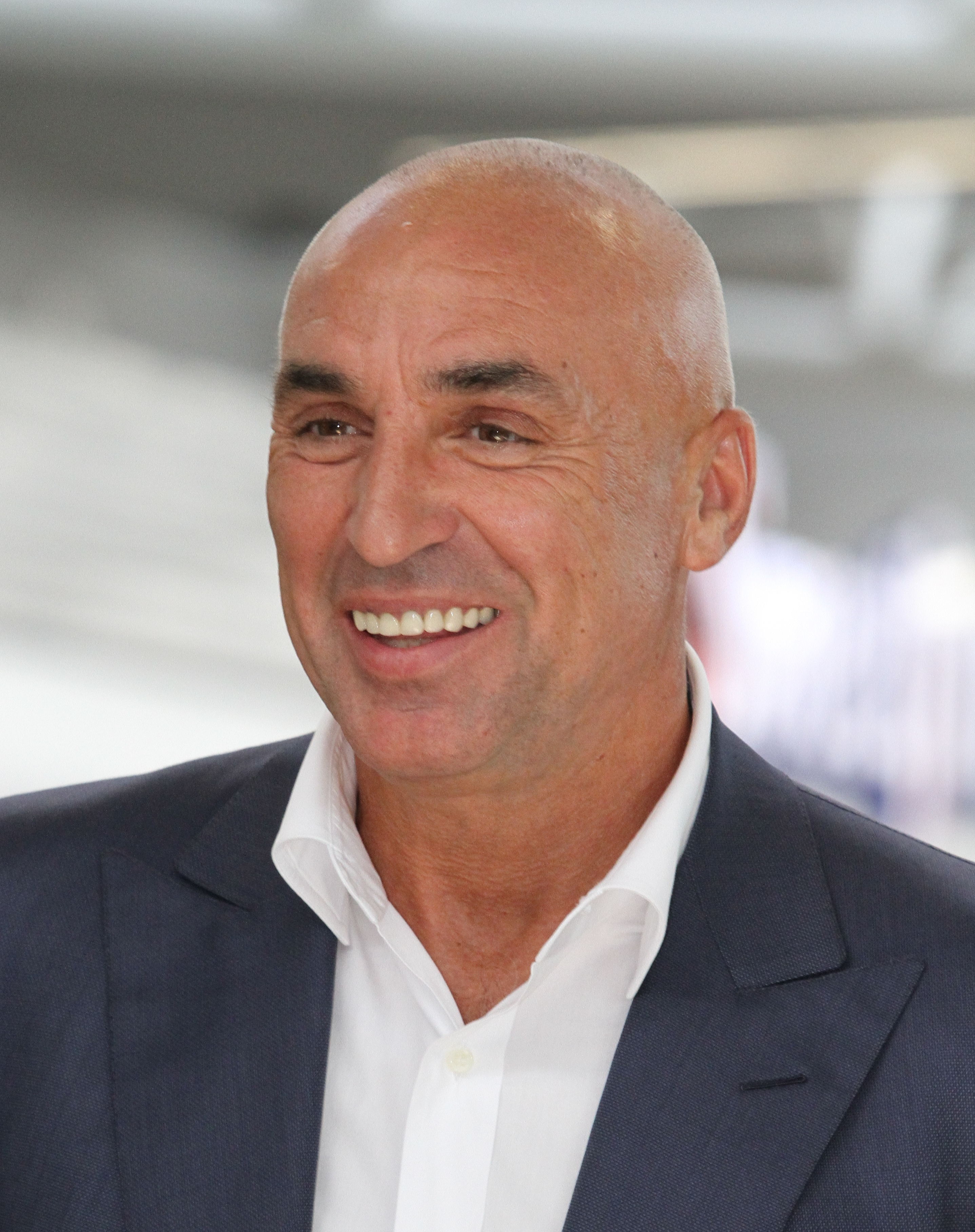
Oleksandr Yaroslavsky

A aquisição do clube foi responsável pela injeção de grande investimento no clube, combinando com a transformação total do Metalist Kharkiv em todas as área do clubes e piorando ainda mais a relação do clube com a comunidade. Nessa época também foi a chegada de um dos maiores treinadores ucranianos e da história do clube, Markevich Miron Bogdanovich, que comandou o clube de 2005 até 2014.
O clube viveu uma das épocas mais gloriosas da sua história, boas campanhas no campeonato nacional, que lhe permitiram a disputa de vários torneios a nível europeu durante muitos anos. Esse período conformou o Metalist como uma das maiores forças nacionais e também a sua representatividade a nível internacional. O clube manteve  nesse período médias acima de 26.000 adeptos por época no seu estádio, chegando até ficar acima dos 31.000 em outras ocasiões. O Estádio Metalist teve muita importância para o clube. Foi construído em 1925, e modernizado em 2009 para receber jogos do Euro 2012 e marcar de vez a cidade de Kharkiv e o Metalist no mundo do futebol.
Tamanho sucesso da equipe também foi responsável pelo saída de Yaroslavsky, o prefeito da cidade de Kharkiv (Gennady Kernes), queria exercer sua influência do dentro do clube, essa situação gerou conflitos com o dono do Metalist que foi forçado a vender a equipe em dezembro de 2012.

## Competições europeias
A primeira participação do Metalist Kharkiv nas competições europeias foi na Taça dos Clubes Vencedores de Taças (Cup Winner’s Cup) na temporada 1988-99, voltando as disputas europeias na Copa da UEFA de 2007-08, onde o Metalist terminou em terceiro lugar no campeonato nacional, ganhando a vaga. Na competição, a equipa foi eliminada na primeira fase, jogo de ida contra o Everton em pleno Goodison Park, empate em 1-1, porém, no jogo da volta derrota em casa por 2-3 e eliminação.

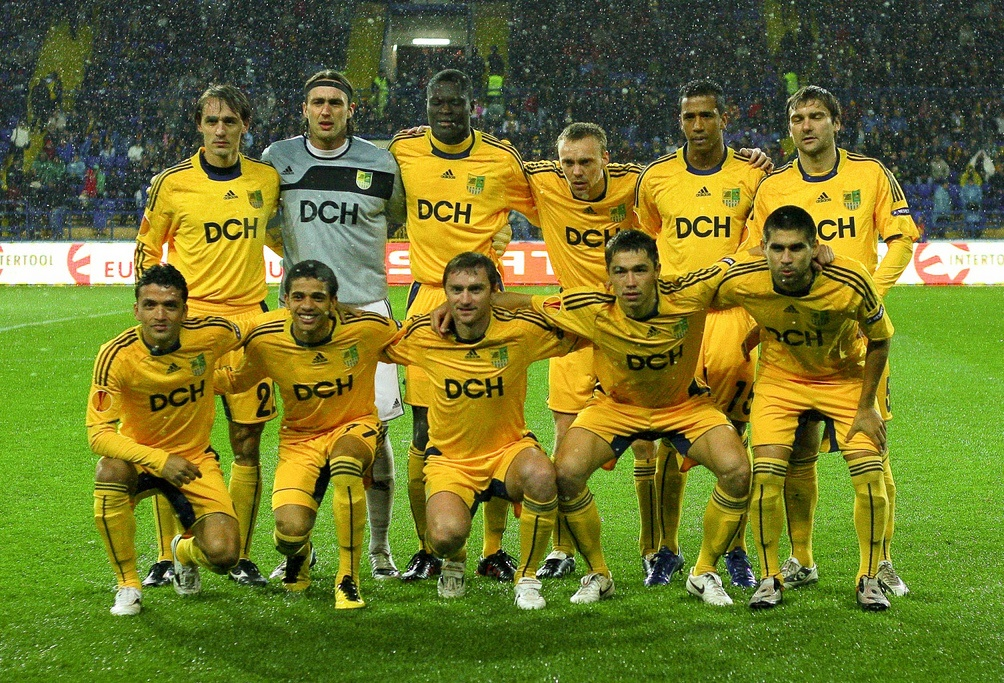
Metalist em temporada 2010-11.

Na Copa da UEFA de 2008–09, a equipe teve uma de suas melhores campanha em competições europeias. Eliminou o Beşiktaş por 4 a 2 no placar agregado com uma derrota na Turquia por 2-1 e uma goleada em Kharkiv por 3-0, classificando a equipa para a fase de grupos. Na fase de grupos, a equipe fez uma campanha histórica, terminou em 1º lugar de forma invicta, com 3 vitórias e 1 empate, o grupo era formado por tradicionais equipas europeias como o SL Benfica e o Galatasaray, além de equipes como Olympiacos e Hertha BSC. Na primeira fase das eliminatórias, o Metalist eliminou a Sampdoria por 3 a 0 no agregado e nas oitavas um confronto ucraniano diante do Dynamo Kyiv. Depois de perder em Kiev por 1 a 0, o Metalist venceu a partida de volta por 3 a 2, mas foi eliminado pela regra dos golos fora de casa.

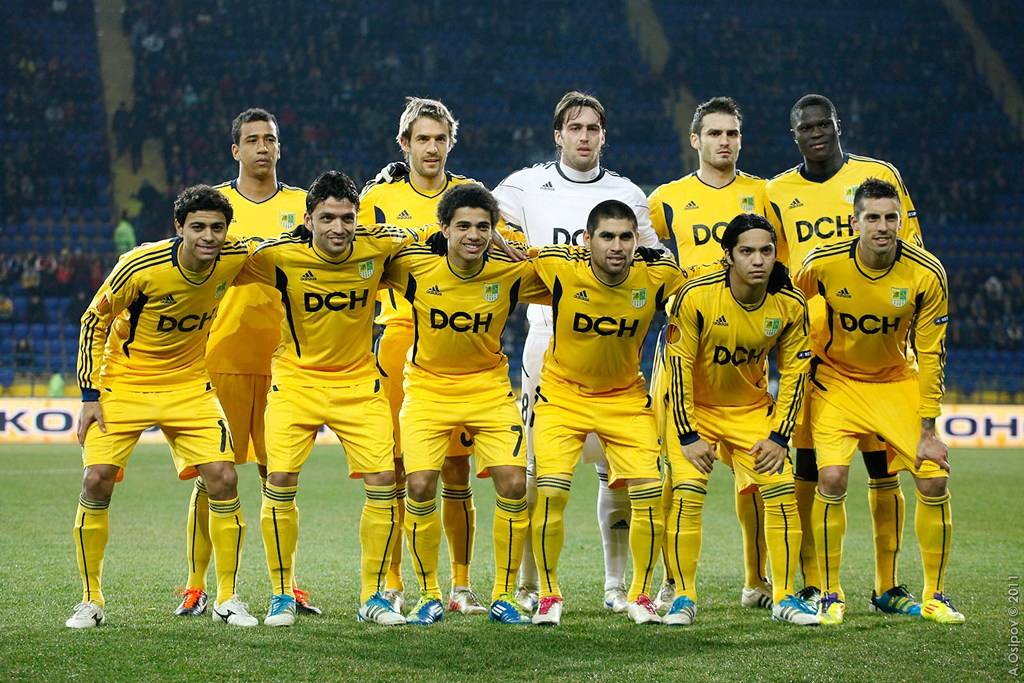
Metalist temporada 2011-12

Na Copa UEFA de 2009-10, o Metalist venceu a equipa croata HNK Rijeka por 4 a 1 no agregado, mas veio a ser eliminado na fase seguinte diante do Sturm Graz da Áustria pelo placar de 2 a 1 no agregado. Na Copa UEFA de 2010-11 mais uma boa campanha, eliminou o AC Omonia na fase pré-eliminar. Na fase de grupos ficou em 2º no grupo formado PSV Eindhoven, Sampdoria e Debreceni, vindo a ser eliminado na fase seguinte diante do Bayer Leverkusen pelo placar de 6 a 0 no agregado.

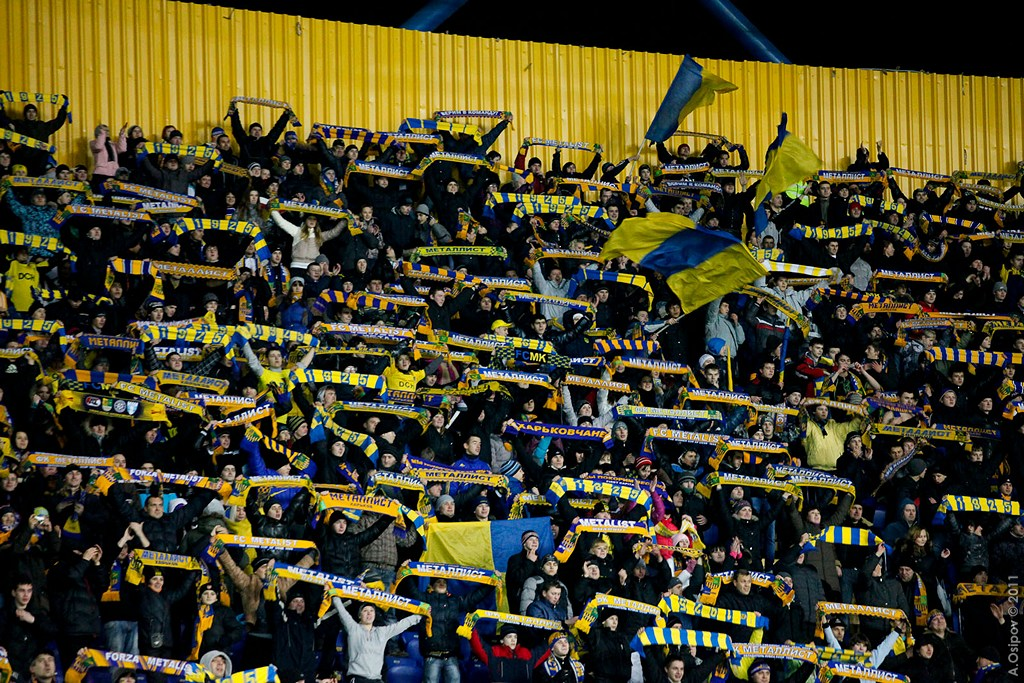
Torcida do Metalist em jogo contra o RB Salzburg

A campanha da Copa UEFA de 2011-2012 foi a melhor de sua história. Alcançou a fase de grupos ao vencer a equipe do Sochaux, 0-0 na França e 4-0 na Ucrânia, em seguida veio uma fase de grupos onde a equipa passou invicta, com 6 jogos, 4 vitórias e 2 empates, defrontando equipes como AZ Alkmaar, Austria Wien e Malmö FF, na fase seguinte eliminou o Red Bull Salzburg com duas goleadas de 4-0 e 4-1, nas oitavas enfrentou a equipe grega do Olympiacos, após placares de 2-1 e 1-0, classificou para as quartas de final pela regra do gol fora, na fase seguinte diante do Sporting CP, o Metalist não conseguiu avançar, sendo eliminado pelo placar de 3 a 2 no agregado.
Já na Copa UEFA de 2012-2013, a equipa também fez uma boa campanha, mas seria a sua última vez a jogar torneios europeus. No torneio eliminou a equipa romena do Dinamo București, na fase de grupos terminou em primeiro, com 4 vitórias 1 empate e 1 derrota, (Bayer Leverkusen, Rosenborg e Rapid Wien), na fase seguinte foi eliminado pelo Newcastle United, após empate por 0-0 no St James' Park a equipe perdeu em casa por 1-0 com um golo de pênalti.

### Punição da UEFA
Em 14 de agosto de 2013, a UEFA desqualificou o Metalist Kharkiv de todas as suas competições. Esse fato ocorreu durante a 3ª Pré-eliminatória da Liga dos Campeões da UEFA de 2013–14. A decisão da UEFA foi motivada em decorrência de um escândalo de manipulação de resultados em jogos do campeonato ucraniano na temporada 2007-2008. O clube chegou a recorrer da decisão, mas o Tribunal Arbitral do Esporte rejeitou o recurso do clube em 16 de agosto de 2013.

## Fim do Metalist Kharkiv
O clube foi vendido por cerca de 300 milhões de euros para o grupo "GazUkraine-200" comando pelo empresário Serhiy Kurchenko, o novo proprietário assumiu o clube no final de dezembro de 2012. Uma das principais promessas do presidente do clube, foi prometer ganhar o campeonato nacional até daqui a três anos e a Champions League em cinco anos.
A equipa chegou a ter boas exibições nos seus jogos, mas longe do que já tinha feito, e fora disso nada corria bem. O clube deixou de pagar salários aos atletas, causando uma grande saída de muitos jogadores e os que ficaram tiveram que viver com situações desagradáveis.

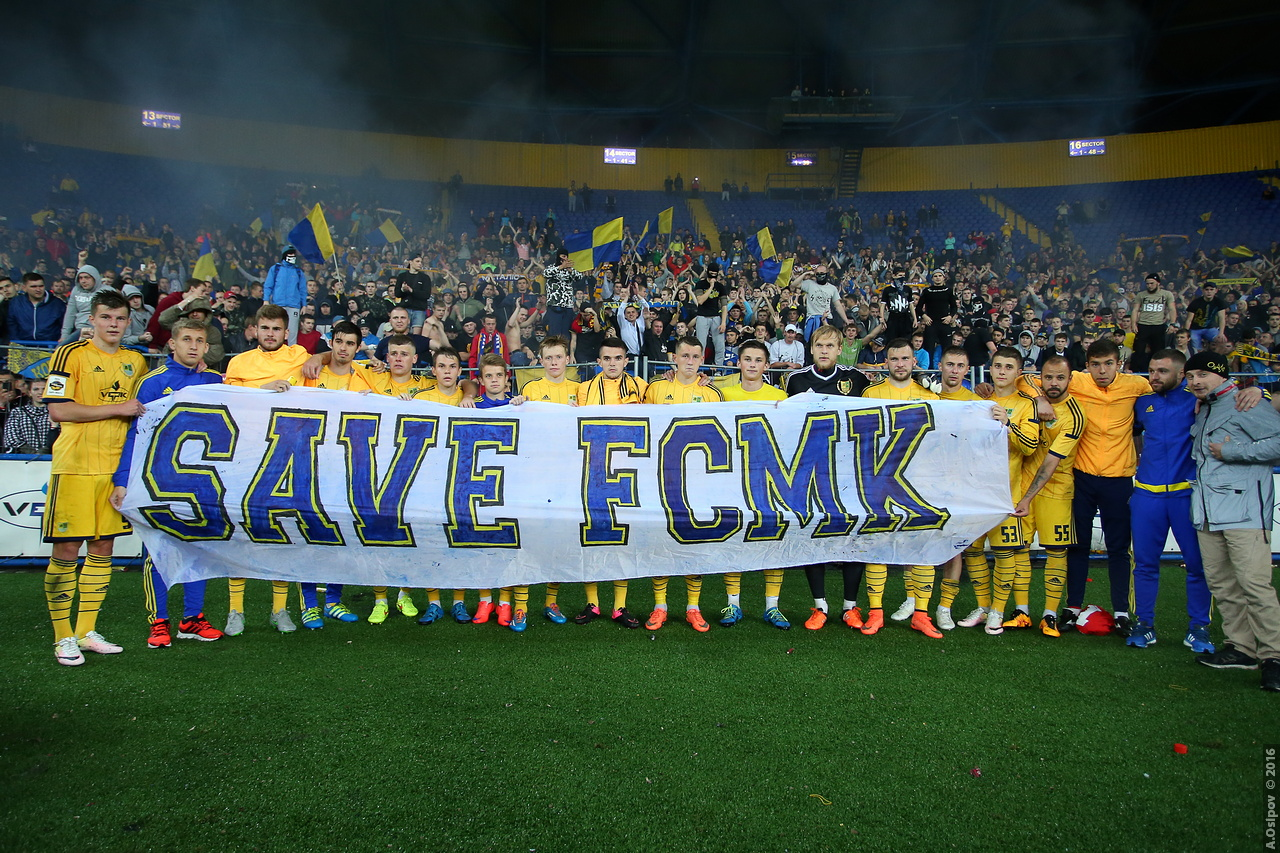
Torcida do Metalist protestando

O clube devia dinheiro até para novos jogadores. Num jogo contra o PFK Oleksandriya, o capitão da equipe Alexey Long e o guarda-redes Sergey Pogoriliyse recusaram-se a entrar em campo como protesto aos atrasos salariais e o jogo só começou após 30 minutos. O capitão imediatamente saiu do clube.
Pouco mais de um ano a seguir, Serhiy Kurchenko deixou a Ucrânia em fevereiro de 2014 logo após o eclodir da Revolução Ucraniana de 2014, abandonando o clube. Em 2016, após uma intervenção da Liga Ucraniana devido as dívidas salarias, o clube foi punido e caiu para as divisões inferiores nacionais. O clube chegou a apelar da decisão na Associação Ucraniana de Futebol, mas foi recusado. Em outubro de 2017, um tribunal ucraniano confiscou o Metalist Kharkiv de posse de Kurchenko e o colocou, junto de toda estrutura, sob propriedade do Estado.

### Nascimento de 2 clubes
Após o fim do Metalist Kharkiv em 2016, dois novos clubes foram criados em Kharkiv com variações do nome do clube "Metalist". Desde julho de 2016, uma equipe chamada "SK Metalist Kharkiv" joga no Kharkiv Oblast Championship, cujo proprietário é o ex-proprietário do antigo Metalist Kharkiv: Serhiy Kurchenko.
Em agosto de 2016, outro clube chamado Metalist 1925, começou a operar na Liga Ucraniana de Futebol Amador com a intenção declarada de competir Persha Liha, no segunda divisão profissional da Ucrânia. Hoje, a equipe disputa o primeiro escalão do futebol ucraniano, a Premier Liha, os proprietários são um grupo de investidores não ligados a antiga equipe de Kharkiv. Além disso, em julho de 2020, o ex-diretor esportivo do FC Metalist, Yevhen Krasnikov, criou o FC Metal que participou por muito tempo da Druha Liha.

## Renascimento: FC Metalist
No início de maio de 2020, Oleksandr Yaroslavskyi, que tinha sido responsável por grandes momentos da história do Metalist Kharkiv, anunciou que deseja cuidar das dívidas existentes do Metalist e liquidar todas, viabilizando um retorno da equipe.

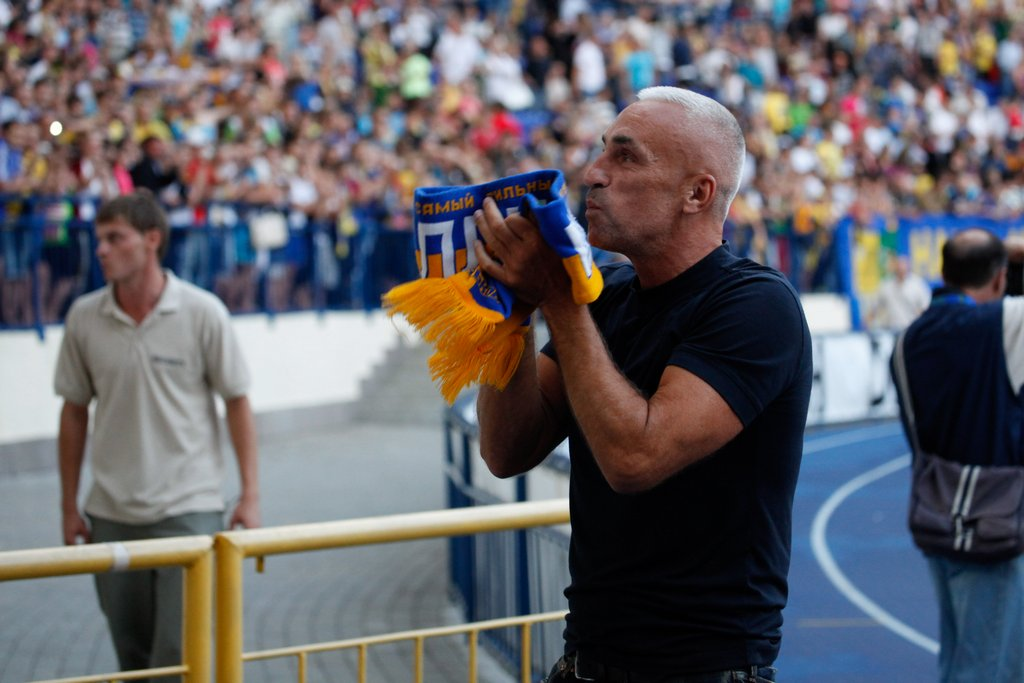
Oleksandr Yaroslavskyi

Em congresso da Federação Ucraniana de Futebol realizado na cidade de Kharkiv, no dia 24 de maio, Yaroslavsky foi o convidado de honra, no seu discurso relembrou todas as maravilhas que fez na cidade, investimento e desenvolvimento em todos os setores da sociedade, quando era o dono do maior clube da cidade, e também anunciou a volta do Metalist.
"Estou muito feliz e satisfeito que o Congresso esteja sendo realizado aqui, também será um impulso e incentivo adicional para ir mais fundo, pegar mais dinheiro e investir mais no seu time favorito. Acho que depois de 7 de junho, quando a seleção vai jogar, espero que tudo fique bem, vamos começar a reconstrução do nosso estádio, base e academia. Acho que em um ano vamos restaurá-los, colocá-los em ordem, e eles vão sediar brilhantemente nosso time favorito "Metalist" e os grandes europeus, que irão encantar o povo de Kharkov"
No mesmo perídio, uma serie de iniciativas da administração pública foram tomados para facilitar o investimento em melhorias e reforma da estrutura do Oblast Sports Complex Metalist, uma delas foi a decisão do Conselho Regional de Kharkiv em transferir todo o controle da infraestrutura do Metalist para a cidade.

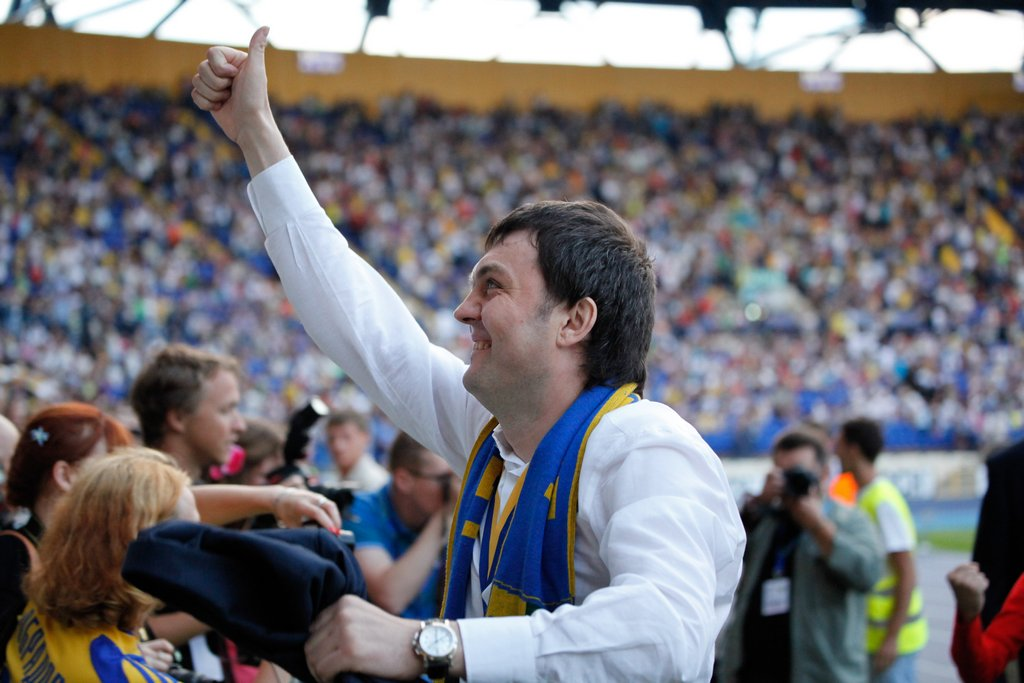
Yevhen Krasnikov

O fundador do FC Metal, ex-dirigente do Metalist Kharkiv e amigo de Oleksandr Yaroslavskyi, Yevhen Krasnikov, foi convidado a participar do projeto, com isso, após o cumprimento de todos os critérios necessário para a participação das competições organizadas pela  Federação Ucraniana, no dia 24 de junho de 2021 o clube recebeu o certificado da mesma dando autorização para o FC Metalist existir no lugar do FC Metal, que nessa altura tinha se tornado campeão da Druha Liha (3º divisão) e voltava para a Persha Liha (2º divisão).
“O nosso Metalist favorito recebeu um documento oficial de admissão aos jogos da Primeira Liga - um certificado UAF. Os critérios mencionados ali são a qualidade da infraestrutura e do pessoal, o nível de formação e gestão esportiva do clube e o momento legal referente à nova denominação do clube. A partir deste momento temos em mãos o documento oficial de que o verdadeiro "Metalista" voltou do esquecimento. Parabéns a todos os fãs [...]"
O retorno de Yaroslavskyi ao futebol levantou algumas críticas relacionadas com a política da cidade de Kharkiv. Depois de vencer a terceira divisão em junho de 2021, foi confirmado que o FC Metal foi renomeado para FC Metalist e o antigo logotipo do clube foi devolvido, juntamente com sua marca e história.

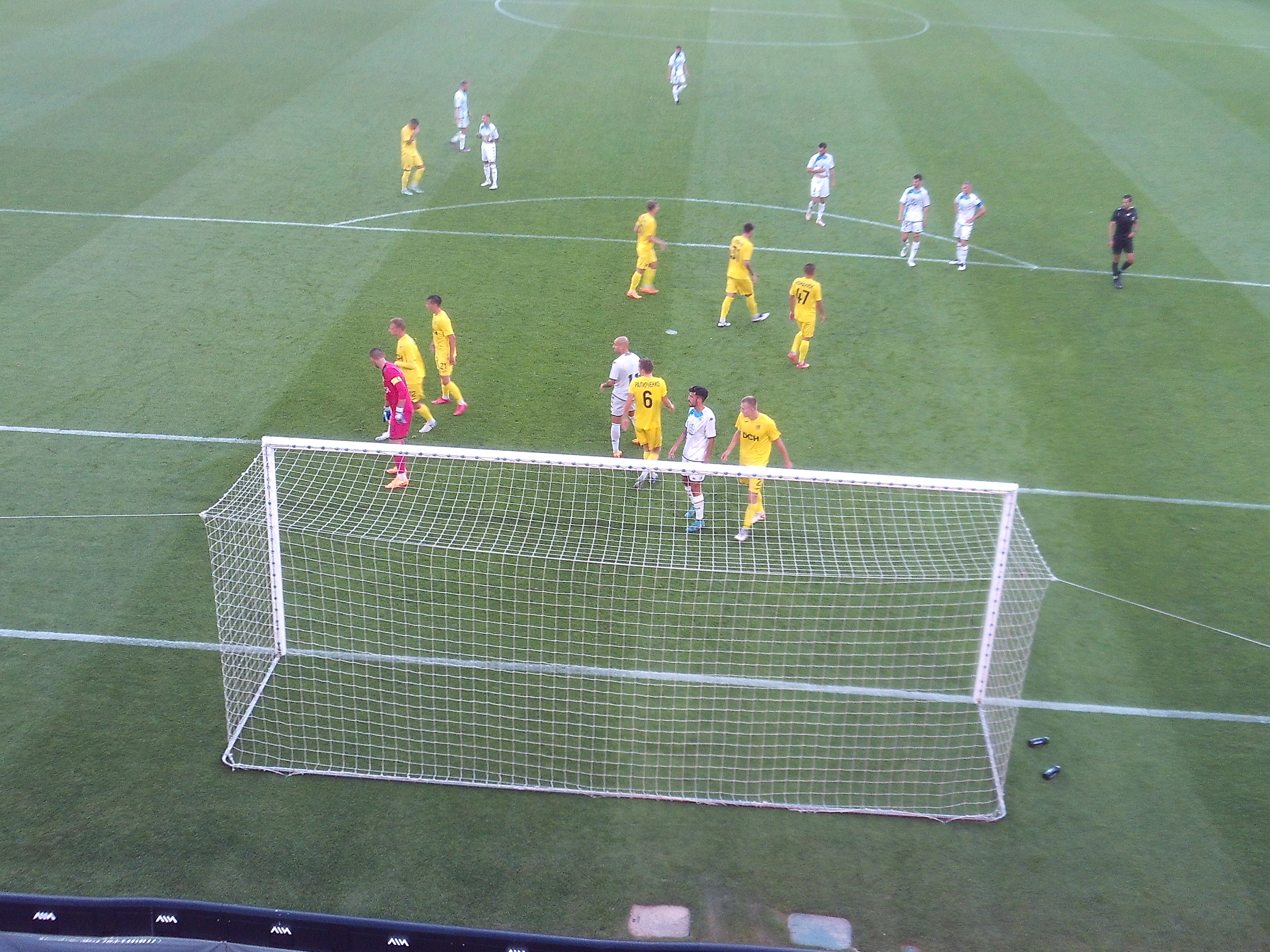
Jogo disputado entre o Deportivo de La Coruña e o Metalist pelo Troféu Teresa Herrera.

## Infraestrutura
O estádio do clube fica no Oblast Sports Complex Metalist (em ucraniano: Обласний спортивний комплекс «Металіст»). Construído por determinação de Anastas Mikoyan, sendo inaugurado em 12 de setembro de 1926 como Estádio Tractor.

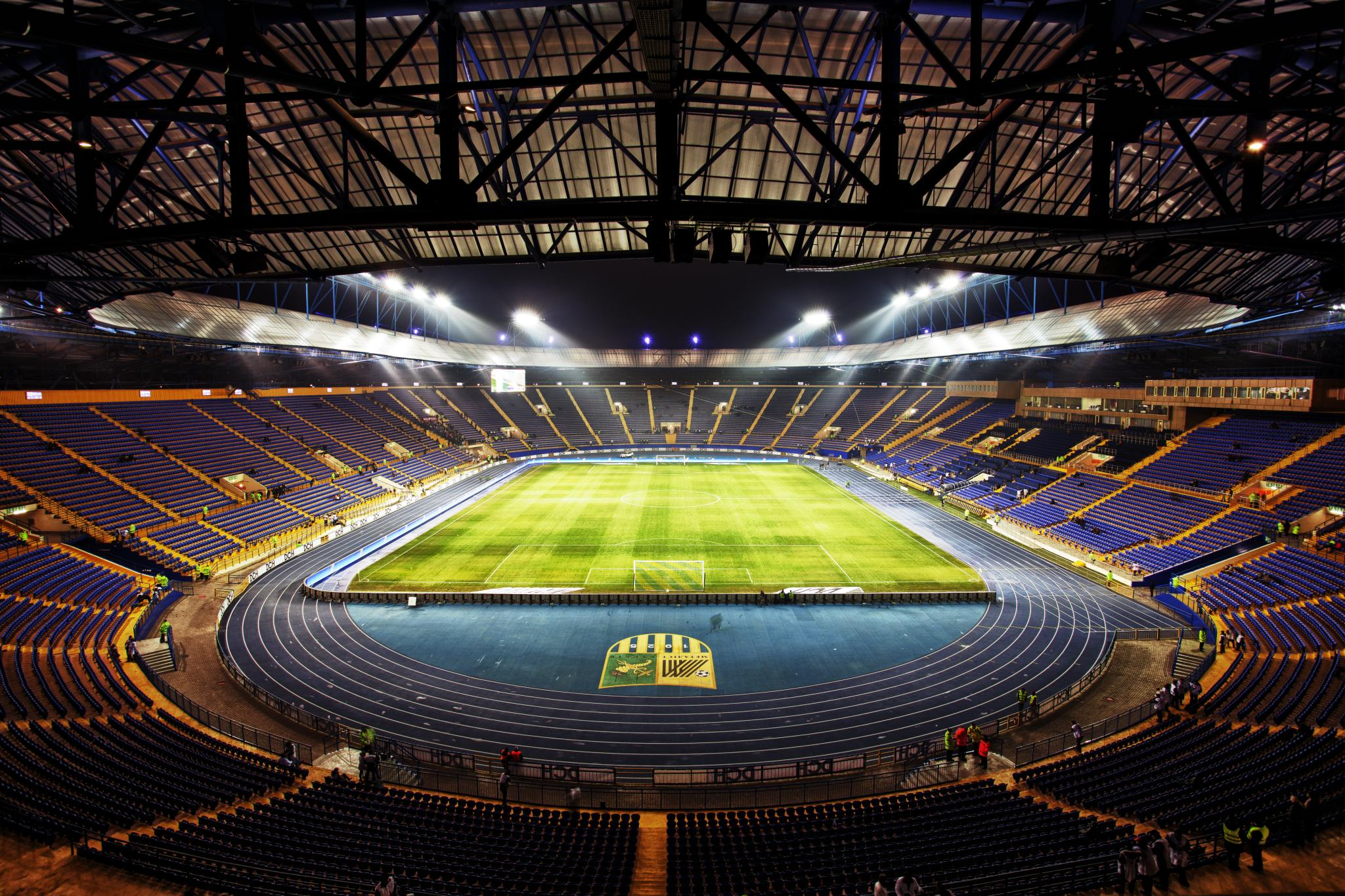
Estádio do Metalist

Em 1940 mudou para Estádio Dzerzhinets em homenagem a Félix Dzerjinsky, sendo rebatizado para o atual nome em 1967.
Em 2009, durante a gestão de Oleksandr Yaroslavsky, o estádio foi remodelado para a Eurocopa de 2012. Junto do estádio, que agora teve sua modernização e aumento de capacidade para 40.003 espectadores (3º maior estádio da Ucrânia), foi construído um complexo esportivo. A base de treinamento é composta por dois complexos modernos: um hotel com piscina e um centro médico e de reabilitação com academias. Em 2009, 6 campos de futebol foram reconstruídos.
Em julho de 2009, a reconstrução da base de treinamento na vila de Vysokyi foi concluída a um custo aproximado de 2.6 milhões de euros. Durante a reconstrução, foi construído um edifício com 50 quartos duplos e individuais, uma zona VIP com quartos "luxo", um centro de reabilitação médica com piscina de 17 × 8 m, bem como uma zona de controlo antidopagem e um centro de imprensa. Os campos de futebol também foram modernizados.

## Adeptos
O clube oscila entre o 4º e 5º clube com mais adeptos do país. Em 2011, o Instituto Internacional de Sociologia de Kiev identificou que 4,4% dos torcedores do futebol ucraniano eram apoiadores do Auri-cerúleo.

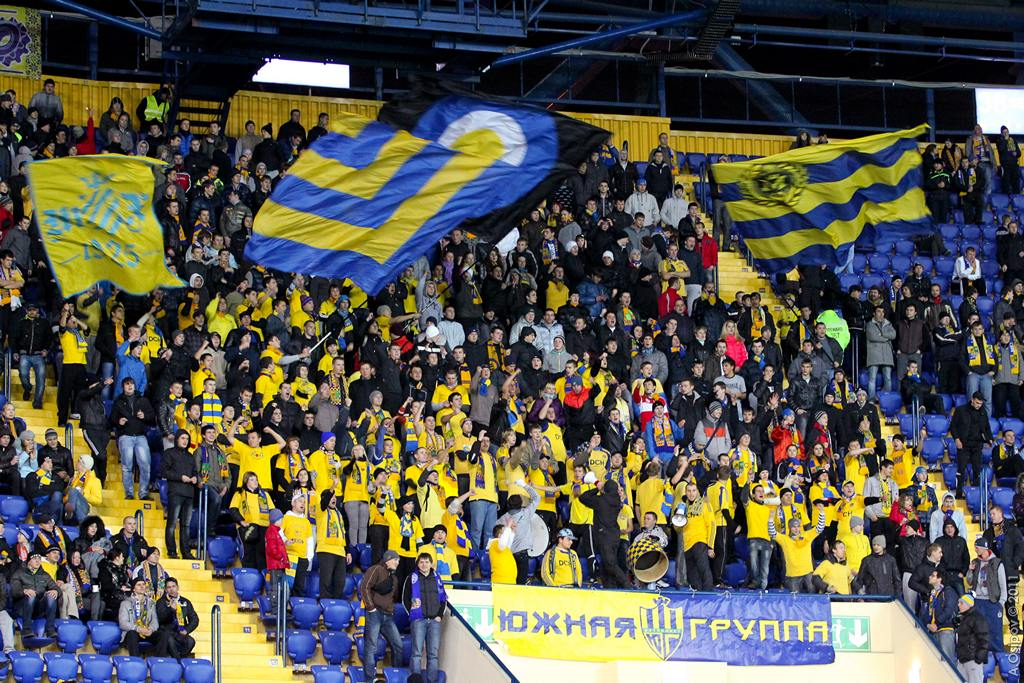
Ultras do Metalist

Como é comum na Europa, as torcidas organizadas que fazem a festa nos estádios é também a mesma que promove as brigas, os famosos Ultras. No caso do Metalist não é diferente, os torcedores do clube são considerados os mais violentos da Ucrânia.
O apoio dentro e fora de campo é um dos mais numerosos entre os torcedores ucranianos. Os Ultras do Metalist são aliados dos Ultras do Chornomorets Odessa e do Kryvbas Kryvyi Rih. As torcidas rivais são as do Dynamo Kyiv, Shakhtar Donetsk, Vorskla Poltava, Mariupol, Obolon, Metallurh Donetsk e Arsenal Kyiv, mas o destaque vai para a rivalidade com os Ultras do Dnipro, que é o principal rival do Metalist, com quem faz o «Східним класико» (Clássico Oriental).
Vale destacar que as duas equipes rivais deixaram de existir no mesmo período, em seus lugares nasceram o SC Dnipro-1 e o Metalist 1925, ambos não tem relação com seus antecessores e também não caíram nas graças da torcida, pelo contrario, revolta. Tamanho sofrimento acabou aproximando as torcidas rivais.
Os Ultras do Metalist tiveram e estão tendo um papel importante para a cidade e para a Ucrânia, participaram ativamente dos movimentos da Revolução Ucraniana de 2014, no mesmo ano combateram os separatistas na região de Kharkiv e também em Donbass, e recentemente lutam na linha de frente da Invasão da Ucrânia pela Rússia em 2022.

## Títulos
| Títulos Nacionais da Ucrânia (a partir de 1992)  | Títulos Nacionais da Ucrânia (a partir de 1992) | Títulos Nacionais da Ucrânia (a partir de 1992) | Títulos Nacionais da Ucrânia (a partir de 1992) |
|                                                  | Competição                                      | Títulos                                         | Temporadas                                      |
| ------------------------------------------------ | ----------------------------------------------- | ----------------------------------------------- | ----------------------------------------------- |
|                                                  | Druha Liha - 3ª Divisão                         | 1                                               | 2020-21**                                       |
| Títulos Nacionais da União Soviética (1936-1991) |                                                 |                                                 |                                                 |
|                                                  | Competição                                      | Títulos                                         | Temporadas                                      |
|                                                  | Copa da URSS                                    | 1                                               | 1987-88                                         |
|                                                  | Campeonato Soviético - 2ª Divisão               | 1                                               | 1981                                            |
|                                                  | Campeonato de futebol do SSR Ucraniano          | 1                                               | 1978                                            |

 Campeão Invicto
** Campeão como FC Metal

## Transferências
Legenda
: Jogadores que voltam de empréstimo

: Jogadores emprestados
| Entradas |         |                |
|          | Jogador | Clube anterior |

| Saídas |         |                  |
|        | Jogador | Clube de destino |

## Treinadores do clube
| - A. Bem (1947-1948) - I. Zolotukhin (1957-1958) - V. Zub (1959) - A. Ponamaryov (1960-1961) - V. Zub (1962) - V. Zhilin (1962-1963) - V. Novikov (1963-1964) - E. Eliseev (1965-1966) - Viktor Kanevskiy (1966-1971) - V. Zub (1974-1975) - O. Oshenkov (1975-1976) - E. Lemeshko (1977-1988) - Leonid Tkachenko (1989-1992) - V. Kamarzaev (1994-1995) - V. Udovenko (1996) - Mykhailo Fomenko (1996-2003) - Gennadiy Litovchenko (2003-2004) - Aleksandr Zavarov (2005) - Myron Markevych (2005-) |

## Notáveis jogadores
| USSR/Ucrânia - Leonid Buryak - Viktor Kaplun - Volodymyr Lozynskyi - Pavel Yakovenko - Ivan Hetsko - Marko Dević - Oleksandr Hladky - Oleksandr Hranovsky - Serhiy Kandaurov - Oleksandr Kucher - Ihor Kutepov - Serhiy Lezhentsev - Oleksandr Maksymov - Serhiy Mizin - Oleksandr Palyanytsya - Oleksandr Pomazun - Vladyslav Prudius - Oleksandr Pryzetko - Oleksandr Rykun - Volodymyr Savchenko - Serhiy Shyshchenko - Serhiy Skachenko - Valentyn Slyusar - Serhiy Snytko - Serhiy Valyayev - Serhiy Yesin | Países que formavam a USSR - Vali Gasimov - Vasily Khomutovsky - Lasha Jakobia - Vidas Alunderis - Valeriu Andronic - Vitaliy Bordiyan - Serghei Lascencov - Yevgeni Varlamov - Omar Berdiýew - Gurbangeldi Durdyýew - Dmitri Khomukha - Daýançgylyç Urazow Europa - Vlade Lazarevski - Seweryn Gancarczyk - Flavius Stoican - Milan Obradović - Aleksandar Trišović América do Sul - Jonatan Cristaldo - Diego Souza - Marcos Paulo Alves - Cleiton Xavier - Taison África - Abdoulaye Djire - Venance Zézé - Hicham Mahdoufi |